# As Máscaras
As Máscaras é o segundo álbum e o primeiro de estúdio da carreira solo da cantora brasileira Claudia Leitte. Lançado em 23 de maio de 2010 pela Sony Music. "As Máscaras", foi lançada em outubro de 2009 como música para o carnaval de 2010. "Famo$a", que conta com a participação do cantor estadunidense Travie McCoy, foi lançada em maio de 2010 como o primeiro single oficial. "Don Juan", balada que tem a participação do cantor Belo serve como segundo single oficial; canção que ficou em primeiro lugar nas rádios brasileiras por mais de dez semanas. O terceiro single oficial, a faixa "Água" foi escolhida pelos fãs em votação através do site da artista, como música de trabalho no verão de 2010/2011. O videoclipe foi gravado durante três dias em Salvador, na Cidade Baixa. Uma superprodução que ficou pronta no final de dezembro e agitou o verão de norte a sul do país. A canção "Trilhos Fortes" foi lançada como último single oficial do álbum e ganhou um videoclipe no dia 23 de abril de 2011, na página oficial da cantora no YouTube. No clipe, Claudia mostra imagens de bastidores de show e da vida em família.A faixa "Paixão", que aparece na trilha sonora da novela Tempos Modernos, é o primeiro single promocional do álbum. Enquanto "Faz Um" foi um single promocional para a Copa do Mundo de 2010. O álbum recebeu indicação de Melhor Álbum Pop Contemporâneo Brasileiro no Grammy Latino, porém, perdeu para o álbum Bom Tempo (2010) de Sérgio Mendes.

## Antecedentes
O sucessor do álbum "Ao Vivo em Copacabana" se chamaria "Sette" e seria lançado em CD acompanhado de um DVD com sete videoclipes de sete canções inéditas. A previsão de lançamento do álbum era para o mês de Outubro de 2009, sendo adiado para depois do Carnaval de 2010. De acordo com Claudia, o título do álbum foi inspirado num versículo bíblico: «Não julgueis, para que não sejais julgados» (Mateus 7:1), ou seja, "antes de julgar os outros devemos olhar para as próprias atitudes" Curiosamente o versículo bíblico foi usado na canção "As Máscaras (Se Deixa Levar)". Outro motivo que levou Claudia a chamar o álbum de "Sette", foi a afeição da própria com o número:
"Tenho mania desse número. Sempre somei placas de carro e números de casas e de ônibus. Se o resultado der 7, é porque algo de muito bom vai acontecer. É assim até hoje. Vários fatos relevantes da minha vida são marcados pelo algarismo: nasci no mês 7, me casei no dia 7, meu nome tem sete letras, quando comecei no Babado Novo, éramos sete músicos, e por aí vai".

## Composição
O álbum mistura axé com forte presença de electropop. Claudia escreveu duas canções para o álbum, sendo elas os singles "As Máscaras" e "Famo$a". O álbum foi gravado entre setembro de 2009 a abril de 2010 nos estúdios Groove Studio (Salvador, BA), Tuntune (São Paulo, SP), Mosh (São Paulo, SP), WR Bahia (Salvador, Bahia) e Cia dos Técnicos (Rio de Janeiro, RJ). O álbum foi produzido por Mikael Mutti, Deeplick e Robson Nonato.
A canção As Máscaras (Se Deixa Levar) foi composta por Claudia Leitte em parceria com Robson Nonato, Tenison Del Rey, Gerson Guimarães e Paulo Vascon e produzida por Mutti e Deeplick. Serviu de primeiro single do álbum, sendo lançada sete meses antes do lançamento do álbum. Famo$a é uma versão brasileira da canção Billionaire de Travie McCoy em parceria com Bruno Mars. A adaptação para o português foi feita por Claudia Leitte. Paixão é uma regravação de Bruno Masi e Kleiton & Kledir. Claudia também regravou Flores da Favela de Jauperi.

## Capa do álbum

Imagem da segunda opção de capa do álbum disponibilizada para votação no site da cantora.

As fotos para a capa e o encarte do álbum foram feitas por André Schiliró no Estúdio Schiliró, com direção fotográfica de Alceu Neto. As artes da capa e do encarte foram feitas por Alceu Neto com os assistentes de arte Victor Keül e Paulo Tarso. A concepção visual das fotos foram elaboradas por Claudia Leitte, Alceu Neto e Yan Acioli. O stylist responsável é Yan Acioli e os penteados de Claudia foram feitos por Thiago Fortes. Os figurinos são assinados por Lili Ferraz e Thiago Fortes, Iódice, Louis Vuitton, Paola Robba, Sombra e Água Fresca, Têca, Vivaz e Walério Araújo.
Durante o processo de finalização do álbum, Claudia Leitte ficou em dúvida sobre qual foto seria a capa do álbum. Contando com a ajuda dos fãs, Claudia abriu uma enquete em seu site oficial, onde os fãs poderiam votar em sua capa favorita.

## Lançamento
Para o lançamento do álbum, Claudia Leitte fez uma coletiva de imprensa no dia 24 de maio de 2010 no Hotel Unique na capital de São Paulo. Na coletiva havia várias máquinas da FunStation, onde era possível ouvir o álbum As Máscaras. Na tracklist apresentada para a imprensa, estava presente a canção As Máscaras (Se Deixa Levar) com participação da cantora Lira.
Durante a coletiva, Claudia falou sobre a experiência de gravar esse disco: "É uma nova Claudia, mas nem tanto. Sempre gostei de gravar coisas diferentes, essa é a minha ciência. Estou mais expansiva e agora posso imprimir a minha marca. Estou mais desnudada nesse disco". Sobre a escolha das faixas do álbum, Claudia afirmou que foi mais sensível: "Fui vendo o que me tocava, ficamos mais à vontade e mais ousados. A triagem foi em cima disso". Na canção "Famo$a", Claudia quis mostrar um lado mais irônico da fama. "Ser famoso não é ser feliz, definitivamente", afirma a cantora. Na coletiva, Claudia foi questionada sobre a participação do cantor Belo no álbum e sobre o envolvimento do cantor no tráfico de drogas. Ao responder, Claudia disse '"Quanto ao Belo, ele é um grande artista e acho que ele já pagou a cota dele. Não sei se ele é usuário de drogas e tampouco me interessa. Cada um sabe a dor e a delícia de fazer o que quer e ser o que quer. Ele é maravilhoso, ele é tão bom que cantou no meu timbre de voz. Ele é incrível".

## Recepção da crítica
| Críticas profissionais | Críticas profissionais |
| Avaliações da crítica  | Avaliações da crítica  |
| Fonte                  | Avaliação              |
| ---------------------- | ---------------------- |
| ALL Music              | 3 de 5 estrelas.       |
| Notas Musicais         | 2 de 5 estrelas.       |

Mariano Prunes do Allmusic deu ao álbum 3 estrelas e disse que: "Com honestidade, nada parece certo em As Máscaras, pouco realmente pega fogo, ou pelo menos soa sincero ou espontâneo. Leitte ainda tem um longo caminho a percorrer antes de chegar ao patamar de Sangalo, tanto em termos comerciais e artísticos, embora ela pode atingir isso mais tarde".

## Lista das faixas
Créditos retirados do site oficial da cantora. e da Allmusic.
| N.º | Título                         | Compositor(es)                                                             | Produtor(s)                    | Duração |  |
| 1.  | "As Máscaras (Se Deixa Levar)" | Claudia Leitte Robson Nonato Tenison Del Rey Gerson Guimarães Paulo Vascon | Mikael Mutti Deeplick          | 3:22    |  |
| 2.  | "Famo$a" (com Travie McCoy)    | Travis McCoy Philip Lawrence Ari Levine Bruno Mars Claudia Leitte          | The Smeezingtons Robson Nonato | 3:30    |  |
| 3.  | "Trilhos Fortes"               | Bruno Masi Adriano Paternostro Rodrigo Castanho Betão Aguiar               | Robson Nonato                  | 3:54    |  |
| 4.  | "Paixão"                       | Kledir Ramil Pandorga                                                      | Robson Nonato                  | 3:42    |  |
| 5.  | "Negou O Nagô"                 | Chiclete Mutti                                                             | Mikael Mutti                   | 3:56    |  |
| 6.  | "Sincera"                      | Latino                                                                     | DeepLick Miller                | 3:25    |  |
| 7.  | "Don Juan" (com Belo)          | Henrique Cerqueira                                                         | Mikael Mutti                   | 3:39    |  |
| 8.  | "Flores da Favela"             | Jauperi                                                                    | Mikael Mutti                   | 3:38    |  |
| 9.  | "Água"                         | Sérgio Rocha Zeca Brasileiro Adson Tapajós                                 | DeepLick, Miller               | 3:35    |  |
| 10. | "Xô Pirua"                     | Roger Tom                                                                  | DeepLick Miller                | 2:33    |  |
| 11. | "Ruas Encantadas"              | Chiclete Paulo Bass                                                        | DeepLick Miller                | 2:56    |  |
| 12. | "Faz Um"                       | Carlinhos Brown Alain Tavares                                              | Mikael Mutti                   | 3:25    |  |
| 13. | "Dum Dum"                      | Adelmo Casé                                                                | Mikael Mutti                   | 3:57    |  |
| 14. | "Crime"                        | Cerqueira                                                                  | DeepLick Miller                | 3:38    |  |

- "Famo$a" é uma adaptação para o português da canção "Billionaire" de Travie McCoy.
- "Paixão" é uma regravação da canção original de Kleiton & Kledir.
- "Flores da Favela" é uma regravação da canção original de Jauperi.

## Paradas Musicais
| Parada                   | Melhor posição |
| ------------------------ | -------------- |
| Brasil (ABPD Top Álbuns) | 1              |

## Turnê
Claudia Leitte entrou em turnê denominada "Sette Tour em 2009. O primeiro show foi transmitido online em alguns sites, diretamente do Farol da Barra, em Salvador. Ela cantou hits como "Extravasa" e "As Máscaras".
A turnê oficial para total divulgação do álbum intitulada "Turnê Rhytmos" iniciou no dia 3 de julho.

## Prêmios e indicações
Lista de prêmios e indicações pelo álbum e os singles do As Máscaras.
| Ano  | Premiação        | Categoria                                    | Resultado | Notas                        |
| ---- | ---------------- | -------------------------------------------- | --------- | ---------------------------- |
| 2010 | Grammy Latino    | Melhor Álbum de Pop Contemporâneo Brasileiro | Indicado  | As Máscaras                  |
| 2010 | Prêmio Multishow | Melhor Música                                | Indicado  | As Máscaras (Se Deixa Levar) |
| 2011 | Troféu Imprensa  | Melhor Música                                | Venceu    | Famo$a (feat. Travie McCoy)  |